# Gauliga Baden 1940/41
De Gauliga Baden 1940/41 was het achtste voetbalkampioenschap van de Gauliga Baden, officieel de Bereichsklasse Baden sinds 1940. VfL Neckarau werd kampioen en plaatste zich voor de eindronde om de Duitse landstitel, waar de club in de groepsfase uitgeschakeld werd. Na VfR en Waldhof was het al de derde club uit Mannheim die de titel won.
Birkenfeld trok zich na 10 speeldagen terug.

## Eindstand
| Plaats | Club                       | Wed. | W  | G | V  | Saldo | Ptn.  |
| ------ | -------------------------- | ---- | -- | - | -- | ----- | ----- |
| 1      | VfL Neckarau               | 16   | 13 | 1 | 2  | 46:17 | 27:5  |
| 2      | VfB Mühlburg               | 16   | 11 | 3 | 2  | 54:21 | 25:7  |
| 3      | SV Waldhof (K)             | 16   | 9  | 1 | 6  | 44:27 | 19:13 |
| 4      | VfR Mannheim               | 16   | 8  | 3 | 5  | 41:31 | 19:13 |
| 5      | Freiburger FC              | 16   | 8  | 1 | 7  | 42:36 | 17:15 |
| 6      | Phönix-Alemannia Karlsruhe | 16   | 5  | 2 | 8  | 30:53 | 12:20 |
| 7      | SpVgg Sandhofen            | 16   | 4  | 3 | 9  | 36:51 | 11:21 |
| 8      | 1. FC Pforzheim            | 16   | 5  | 0 | 11 | 38:38 | 10:22 |
| 9      | Karlsruher FV              | 16   | 2  | 0 | 14 | 11:68 | 4:28  |
| 10     | FC Birkenfeld              | 10   | 1  | 0 | 9  | 12:34 | 2:18  |

|  | Kampioen, geplaatst voor nationale eindronde |
|  | Degradatie naar Bezirksliga                  |

## Promotie-eindronde

### Groep Noord
| Plaats | Club                  | Wed. | W | G | V | Saldo | Ptn. |
| ------ | --------------------- | ---- | - | - | - | ----- | ---- |
| 1.     | VfTuR Feudenheim      | 8    | 7 | 0 | 1 | 45:5  | 14:2 |
| 2.     | TSG Plankstadt        | 8    | 4 | 2 | 2 | 21:24 | 10:6 |
| 3.     | VfR Pforzheim         | 8    | 3 | 1 | 4 | 17:24 | 7:9  |
| 4.     | FVgg Weingarten       | 8    | 2 | 1 | 5 | 11:29 | 5:11 |
| 5.     | FC Südstern Karlsruhe | 8    | 2 | 0 | 6 | 17:29 | 4:12 |

|  | Promotie naar Gauliga Baden 1941/42 |

### Groep Zuid
| Plaats | Club           | Wed. | W | G | V | Saldo | Ptn. |
| ------ | -------------- | ---- | - | - | - | ----- | ---- |
| 1.     | SC/FT Freiburg | 4    | 3 | 1 | 0 | 8:3   | 7:1  |
| 2.     | FC Rastatt 04  | 4    | 1 | 1 | 2 | 3:4   | 3:5  |
| 3.     | FV St. Georgen | 4    | 1 | 0 | 3 | 3:7   | 2:6  |